# أحمد مداح
أحمد مداح (1988 - ) ممثل جزائري يظهر في أدوار البطولة في بعض المسلسلات والأفلام وله حضور في المسرحالذي شارك فيه منذ العام 2005. وشارك في مسلسل أولاد الحلال سنة 2019.

## أعماله

### - مسرح
- HAMLET (مسرحية)
- بطون كاملة (مسرحية)
- حكايات أفريقية (مسرحية)
- الفتلة (مسرحية)
- ابواب محروسة(مسرحية)
- الطفل عمار (مسرحية)
- A VENDRE (مسرحية)
- OTHELO (مسرحية)
- عدو الشعب (مسرحية)

- بالإضافة إلى العديد من المسرحيات التي قام فيها بأدوار البطولة عرضت في مدن الجزائر.

### - التلفزيون
| السنة     | المسلسل          |
| --------- | ---------------- |
| 2008      | فرج الله والزمان |
| 2008/2009 | وراك وراك        |
| 2011      | سحر المرجان      |
| 2011      | أيام وليالي      |
| 2012      | قهوة ميمون       |
| 2014      | أحلام مؤجلة      |
| 2014      | دولاب الزمن      |
| 2014      | كليكا            |
| 2015      | كلنا عيال قرية   |
| 2017      | الخاوة           |
| 2019      | اولاد حلال       |
| 2022      | بابور اللوح      |
| 2023      | الإختيار الأول   |
| 2024      | الحياة           |
| 2024      | البراني          |
| 2025      | التابعة          |
| 2025      | طيموشة           |

### -الأفلام
- زبانة
- الهروين
- الوهراني
- غروب الضلال
- البطلة

## جوائز
- جائزة أحسن تمثيل رجالي بالمهرجان الدولي بغداد العراق 2012 .
- جائزة أحسن أداء رجالي بالمهرجان النسوي عنابة 2012 .
- الجائزة الأولى بالمهرجان الوطني للمنودراما بالأغواط 2013 .
- جائزة رئيس الجمهورية علي معاشي للمبدعين الشباب سنة 2013 .